# Llanos del Caudillo
Llanos del Caudillo – gmina w Hiszpanii, w prowincji Ciudad Real, w Kastylii-La Mancha, o powierzchni 20,45 km². W 2011 roku gmina liczyła 704 mieszkańców.